# Замак Мајерлинг
Мајерлинг је село у Доњој Аустрији, југозападно од Беча. Има ловачки замак у коме су 1889. године пронађени мртви престолонаследник Аустроугарске Рудолф од Аустрије и грофица Марија Вечера. Рудолф Хабзбург је био син аустријског цара Франца Јозефа. Њихова смрт објашњена је као злочин у коме је Рудолф убио своју наводну љубавницу грофицу Марију, а затим извршио самоубиство. У ствари, овај злочин никада није расветљен до краја, па је и дан данас велика мистерија. Обдукција извршена 1992. године на телу Марије Вечере, коју је он по службеном извештају убио хицем из пиштоља, доказала је грешке службеног извештаја из 1889. године, пошто је она убијена ударцима, а не хицем. Такође је касније откривен и стари полицијски извештај који говори о томе да је Рудолф убијен са шест хитаца из пушке. Читав догађај је заташкан из политичких разлога.